# Dicranophragma (Dicranophragma) pallidithorax
Dicranophragma (Dicranophragma) pallidithorax is een tweevleugelige uit de familie steltmuggen (Limoniidae). De soort komt voor in het Oriëntaals gebied.